# Adel verpflichtet

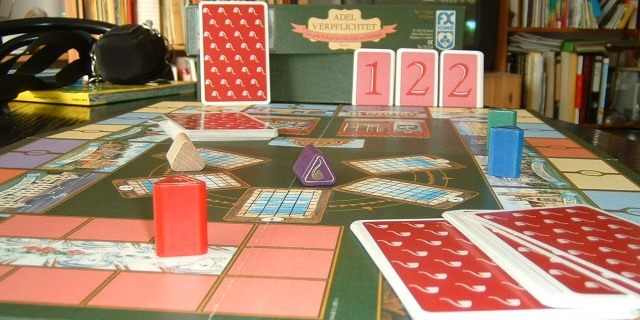
Plan, cartes et figures.

Adel verpflichtet (Noblesse oblige) est un jeu de société créé par Klaus Teuber et édité par F.X. Schmid puis par Alea, prévu pour 2 à 5 joueurs. L'auteur conseille de créer des cartes supplémentaires pour jouer à 6 ou 7.
Les joueurs incarnent des aristocrates collectionneurs qui vont chercher à acquérir des objets de collection afin de pouvoir les exposer et gagner de la renommée.

## Règles du jeu
À chaque tour, chaque joueur a la possibilité, soit d'aller en salle des ventes, soit de se rendre dans un château où se déroule une exposition. Dans le premier cas, les joueurs ont le choix entre acheter un objet et voler un chèque (car le nombre de chèques à disposition de chaque joueur est limité). Dans le deuxième cas, ils peuvent exposer leur collection (le meilleur moyen de gagner des points, donc la partie), tenter de voler un objet exposé ou enfin engager un détective qui emprisonnera un des voleurs présents (une autre façon de gagner des points).
Dès qu'un joueur arrive sur l'une des cases du banquet (à la fin du plateau) la partie s'arrête et on fait le bilan : chacun présente sa plus belle collection, la plus longue, la plus ancienne et on les compare :
- Celui qui a la plus belle avance de 8 cases ;
- Celui qui a la seconde plus belle avance de 4 cases.

En cas d'égalité c'est celui qui a la plus belle collection qui gagne.

## Récompenses
- Spiel des Jahres  1990
- Deutscher Spiele Preis  1990